# Шарі (Дагестан)
Шарі (рос. Шари) — село Агульського району, Дагестану Росії. Входить до складу муніципального утворення Сільрада Амухська.
Населення — 19 (2010).

## Географія
Єдиний шлях добратися до Шарі є дорога від села Буршаг (одне з найвищих в Дагестані — 2200 м). Потім дорога піднімається на перевал Джуфадагу (2500 м) і серпантином різько спускається вниз. Пройти там зараз можна хіба на мотоциклі. При цьому відчутні зміни в природі: з буршазького боку — низькоросла трава, остепнілі безлісні схили, м'який рельєф; з боку Шарі — густі трави по пояс, ліс. Висота села близько 1800 метрів над рівнем моря.

## Історія
Мешканці села покинули свої домівки через надто погане сполучення зі «світом», переселилися в сприятливіші місця для проживання. Раніше, село належало до Дахадаєвського району, але сполучення з районним центром було дуже важким, тому село передано в Агульський район в якому було трохи легше добратися до ближніх сіл.
До Другої Світової Війни тут було 200 дворів. В липні 2009 року в селі мешкала одна столітня бабуся, яка ще працювала на грядці біля хати. В селі був (і зараз в стані працювати) водяний млин. Хати вже залишилися без дахів, по трохи розвалюються.
Ліси та поля тут багаті на всяких звірів, птахів та метеликів.
Дата виникнення села невідома. Збудоване воно після Кавказької Війни. Тут нема ні оборонних веж ні інших признаків воювання. Але мешканці, що тут жили та вирізьблення на каменях вказують на 10-11 століття.
У 1926 році село належало до Кайтазького району.

## Населення
За даними перепису населення 2002 року в селі мешкало 22 осіб. В тому числі 10 (45.45 %) чоловіків та 12 (54.54 %) жінок.
Переважна більшість мешканців — даргинці (100 % від усіх мешканців). У селі переважає верхньовуркунська мова.
У 1926 році в селі проживало — осіб, серед яких — -.